# The Settlers 7: Paths to a Kingdom
The Settlers 7: Paths to a Kingdom (укр. Поселенці 7: Право на трон) — відеогра жанру стратегії в реальному часі і містобудівного симулятора, сьома частина серії The Settlers, розробляється компанією Blue Byte Software. Випущена компанією Ubisoft для платформ Windows і Mac OS X 25 березня 2010 року.

## Ігровий процес
В основу гри покладено такий же ігровий процес, який представлений в останніх тривимірних частинах серії The Settlers. Гравець починає з простого села і розширює її сектор за сектором, щоб, урешті-решт, створити своє королівство. Протягом цього процесу гравець повинен якомога правильніше організувати виробничі ланцюжки і вибудувати транспортні системи.
У грі гравцеві дається можливість вибору між трьома унікальними шляхами розвитку, якими він може прийти до перемоги: військовий, науковий і торговий. Ставши на традиційний, для RTS, військовий шлях розвитку, гравець створює свою армію, щоб потім за допомогою військової сили перемагати і знищувати своїх ворогів. Йдучи науковим шляхом розвитку, гравець повинен зосередитися на дослідженні технологічних удосконалень. І нарешті, йдучи торговим шляхом розвитку, гравцеві належить побудувати свою економіку і спробувати захопити найкращі торгові маршрути, які тільки є на карті світу. Який би шлях розвитку не був обраний, на ньому будуть доступні унікальні юніти і можливості. На всіх шляхах розвитку, гравець виграє, збираючи «очки перемоги» при дотриманні курсу гри.
У порівнянні з попередніми частинами серії, штучний інтелект ворогів був значно поліпшений більш ніж дванадцятьма ШІ-лініями унікального поведінки. У грі також присутній новий розширений мережевий багатокористувацький режим, який дозволяє гравцям грати і один з одним, і один проти одного. Гравці можуть також виробляти ресурси і ділитися ними.

## Захист від копіювання
Гра стала однією з перших, де були використані DRM технології, відомі як Online Services Platform. Платформа вимагає, щоб гравці підтвердили легітимність гри після її запуску, залишаючись в онлайн з'єднанні під час гри в неї. Якщо інтернет-з'єднання пропаде, то гра автоматично зупиниться.

## Колекційне видання
Ті, що купили коробку з колекційним виданням отримають:
- Пластикову фігурку будівельника (18 см у висоту)
- DVD диск з грою
- Audio CD диск з треками
- Посібник користувача (те що знаходиться в PDF файлі на DVD)
- Плакат (А3 формату), односторонній
- Картка з кодом, що дає два нові об'єкти для замку (просто прикраса) і одну ексклюзивну арку (Об'єкт престижу)

## Реакція критики
| Агрегатор    | Оцінка  |
| ------------ | ------- |
| GameRankings | 78,19 % |
| Metacritic   | 79/100  |

| Видання     | Оцінка |
| ----------- | ------ |
| Eurogamer   | 8/10   |
| GameSpot    | 7.5/10 |
| GamesRadar+ | 7/10   |
| IGN         | 6/10   |

Гру очікував в основному позитивний прийом, з невеликими докорами через зрослу складність.